# Спортивне скелелазіння на літніх Олімпійських іграх 2020 (жінки)
Змагання зі спортивного скелелазіння серед жінок на літніх Олімпійських іграх 2020 року відбулися 4 і 6 серпня 2021 року. Комплект нагород розіграно в дисципліні багатоборство, що складається з трьох видів: лазіння на швидкість, болдеринг, лазіння на трудність . Змагання відбулись у Парку міських видів спорту парку Аомі в Токіо. Змагались 20 спортсменок з 15 країн.
Укладачами боулдерингових маршрутів є Персі Біштон (керівник) з Великої Британії, Мануель Гасслер зі Швейцарії, Ромен Кабессут з Франції і Гаррет Грегор зі США.
Укладачі маршруту для лазіння на трудність - Адам Пустельнік (керівник) з Польщі, Ян Збранек з Чехії, Хіросі Окано і Акіто Мацусіма з Японії.

## Передісторія
Це була перша поява спортивного скелелазіння на Олімпійських іграх.

## Формат змагань
Кваліфікаційний раунд також складається з трьох видів: лазіння на швидкість, боулдерінг і лазіння на трудність. За кожне місце нараховуються бали, які множаться, і переможницею стає учасниця, у якої це число виходить найменшим. До фіналу за підсумками кваліфікації виходять вісім найкращих спортсменок.

## Рекорди
Перед початком змагань світовий і олімпійський рекорди були такими:
| Світовий рекорд     | Юлія Капліна (RUS) | 6.964 | Москва, Росія | 21 листопада 2020 |
| Олімпійський рекорд | Не встановлено     | –     | –             | –                 |

## Розклад
Вказано японський стандартний час (UTC+9).
| Дата                    | час   | змагання                            |
| ----------------------- | ----- | ----------------------------------- |
| Середа, 4 серпня 2021   | 17:00 | Кваліфікація в лазінні на швидкість |
| Середа, 4 серпня 2021   | 18:00 | Кваліфікація в болдерингу           |
| Середа, 4 серпня 2021   | 21:10 | Кваліфікація в лазінні на трудність |
| П'ятниця, 6 серпня 2021 | 17:30 | Фінал у лазінні на швидкість        |
| П'ятниця, 6 серпня 2021 | 18:30 | Фінал у болдерингу                  |
| П'ятниця, 6 серпня 2021 | 21:10 | Фінал у лазінні на трудність        |

## Результати

### Кваліфікація
До фіналу вийшли 8 найкращих спортсменок з 20, що взяли участь у кваліфікації.
| Місце | Скелелазка          | Країна                           | Лазіння на швидкість | Лазіння на швидкість | Лазіння на швидкість | Болдеринг | Болдеринг | Болдеринг | Болдеринг | Болдеринг  | Болдеринг | Лазіння на трудність | Лазіння на трудність | Лазіння на трудність | Загалом | Примітки |
| Місце | Скелелазка          | Країна                           | A                    | B                    | CP                   | 1         | 2         | 3         | 4         | Результати | CP        | HR                   | TFT                  | CP                   | Загалом | Примітки |
| ----- | ------------------- | -------------------------------- | -------------------- | -------------------- | -------------------- | --------- | --------- | --------- | --------- | ---------- | --------- | -------------------- | -------------------- | -------------------- | ------- | -------- |
| 1     | Яня Гарнбрет        | Словенія (SLO)                   | 9.44                 | 10.32                | 14                   | T1z1      | T1z1      | T1z1      | T1z1      | 4T4z 4 4   | 1         | 30                   |                      | 4                    | 56.00   | Q        |
| 2     | Си Чхе Хьон         | Південна Корея (KOR)             | 10.01                | 11.74                | 17                   | T3z1      | T2z2      | z1        | z1        | 2T4z 5 5   | 5         | 40+                  |                      | 1                    | 85.00   | Q        |
| 3     | Міхо Монака         | Японія (JPN)                     | 7.55                 | 7.74                 | 4                    | T2z1      | z1        | z1        | –         | 1T3z 2 3   | 8         | 30+                  |                      | 3                    | 96.00   | Q        |
| 4     | Акійо Ноґучі        | Японія (JPN)                     | 8.27                 | 8.23                 | 9                    | T2z1      | z1        | T2z1      | T1z1      | 3T4z 5 4   | 3         | 27+                  |                      | 6                    | 162.00  | Q        |
| 5     | Брук Рабуту         | США (USA)                        | 8.67                 | 8.81                 | 12                   | T2z1      | T1z1      | z1        | T1z1      | 3T4z 4 4   | 2         | 26+                  | 3:40                 | 8                    | 192.00  | Q        |
| 6     | Джессіка Пільц      | Австрія (AUT)                    | 8.51                 | 8.63                 | 11                   | T3z1      | z3        | z1        | –         | 1T3z 3 5   | 9         | 33+                  |                      | 2                    | 198.00  | Q        |
| 7     | Александра Мірослав | Польща (POL)                     | 6.97                 | 7.01                 | 1                    | –         | –         | –         | –         | 0T0z 0 0   | 20        | 12                   |                      | 19                   | 380.00  | OR, Q    |
| 8     | Анук Жобер          | Франція (FRA)                    | 7.12                 | 7.29                 | 2                    | T4z1      | –         | –         | –         | 1T1z 4 1   | 13        | 16+                  | 2:14                 | 15                   | 390.00  | Q        |
| 9     | Вікторія Мєшкова    | Олімпійський комітет Росії (ROC) | 9.54                 | 9.73                 | 15                   | T6z1      | T2z2      | z1        | z1        | 2T4z 8 5   | 6         | 29+                  |                      | 5                    | 450.00  |          |
| 10    | Шона Коксі          | Велика Британія (GBR)            | 9.65                 | 10.07                | 16                   | T2z1      | T1z1      | z1        | z1        | 2T4z 3 4   | 4         | 21+                  | 2:23                 | 13                   | 832.00  |          |
| 11    | Кайра Конді         | США (USA)                        | 8.12                 | 8.08                 | 7                    | T4z1      | –         | z1        | z3        | 1T3z 4 5   | 11        | 22+                  |                      | 11                   | 847.00  |          |
| 12    | Сун Їлін            | Китай (CHN)                      | 8.74                 | 7.46                 | 3                    | z5        | –         | –         | –         | 0T1z 0 5   | 19        | 13+                  |                      | 18                   | 1026.00 |          |
| 13    | Жулія Шанурді       | Франція (FRA)                    | 8.43                 | 8.17                 | 8                    | z1        | z7        | z1        | –         | 0T3z 0 9   | 15        | 25+                  |                      | 9                    | 1080.00 |          |
| 14    | Аланна Їп           | Канада (CAN)                     | 8.17                 | 7.99                 | 6                    | z1        | –         | z1        | –         | 0T2z 0 2   | 16        | 21+                  | 2:14                 | 12                   | 1152.00 |          |
| 15    | Лаура Рогора        | Італія (ITA)                     | 10.50                | Fall                 | 19                   | z1        | z2        | T1z1      | z1        | 1T4z 1 5   | 7         | 25                   |                      | 10                   | 1330.00 |          |
| 16    | Петра Клінґлер      | Швейцарія (SUI)                  | 8.42                 | 8.67                 | 10                   | T3z1      | z3        | z4        | –         | 1T3z 3 8   | 10        | 16+                  | 1:49                 | 14                   | 1400.00 |          |
| 17    | Юлія Капліна        | Олімпійський комітет Росії (ROC) | 7.65                 | Fall                 | 5                    | z2        | –         | –         | –         | 0T1z 0 2   | 18        | 14+                  |                      | 17                   | 1530.00 |          |
| 18    | Міа Крампл          | Словенія (SLO)                   | 10.44                | 10.43                | 18                   | z1        | z1        | z1        | z2        | 0T4z 0 5   | 14        | 26+                  | 3:16                 | 7                    | 1764.00 |          |
| 19    | Ошіана Маккензі     | Австралія (AUS)                  | 8.83                 | 9.38                 | 13                   | T3z1      | –         | z1        | –         | 1T2z 3 2   | 12        | 15+                  |                      | 16                   | 2496.00 |          |
| 20    | Ерін Стеркенбурґ    | ПАР (RSA)                        | Fall                 | 11.10                | 20                   | z1        | –         | –         | –         | 0T1z 0 1   | 17        | 7+                   |                      | 20                   | 6800.00 |          |

### Фінали
| Місце | Скелелазка          | Країна               | Лазіння на швидкість | Лазіння на швидкість | Лазіння на швидкість | Лазіння на швидкість | Лазіння на швидкість | Лазіння на швидкість | Лазіння на швидкість | Боулдеринґ | Боулдеринґ | Боулдеринґ | Боулдеринґ | Боулдеринґ | Лазіння на трудність | Лазіння на трудність | Лазіння на трудність | Загалом | Примітки |
| Місце | Скелелазка          | Країна               | Чвертьфінали         | Чвертьфінали         | Півфінали            | Півфінали            | Фінали               | Фінали               | CP                   | 1          | 2          | 3          | Результати | CP         | HR                   | TFT                  | CP                   | Загалом | Примітки |
| Місце | Скелелазка          | Країна               | З                    | Ч                    | З                    | Ч                    | З                    | Ч                    | CP                   | 1          | 2          | 3          | Результати | CP         | HR                   | TFT                  | CP                   | Загалом | Примітки |
| ----- | ------------------- | -------------------- | -------------------- | -------------------- | -------------------- | -------------------- | -------------------- | -------------------- | -------------------- | ---------- | ---------- | ---------- | ---------- | ---------- | -------------------- | -------------------- | -------------------- | ------- | -------- |
| 1     | Яня Гарнбрет        | Словенія (SLO)       | 3                    | 8.49                 | 6                    | 8.67                 | 10                   | 7.81                 | 5                    | T4z1       | T1z1       | z1         | 2T3z 5 3   | 1          | 37+                  |                      | 1                    | 5       |          |
| 2     | Міхо Монака         | Японія (JPN)         | 4                    | 8.19                 | 8                    | 7.76                 | 11                   | 7.99                 | 3                    | –          | z4         | z1         | 0T2z 0 5   | 3          | 21                   |                      | 5                    | 45      |          |
| 3     | Акійо Ноґучі        | Японія (JPN)         | 2                    | 8.55                 | 7                    | Fall                 | 11                   | 8.42                 | 4                    | z5         | z2         | –          | 0T2z 0 7   | 4          | 29+                  |                      | 4                    | 64      |          |
| 4     | Александра Мірослав | Польща (POL)         | 1                    | 7.49                 | 7                    | 7.03                 | 12                   | 6.84 WR              | 1                    | –          | –          | –          | 0T0z 0 0   | 8          | 9+                   |                      | 8                    | 64      |          |
| 5     | Брук Рабуту         | США (USA)            | 4                    | Fall                 | 6                    | 8.77                 | 9                    | 9.06                 | 7                    | z5         | z3         | z2         | 0T3z 0 10  | 2          | 20+                  |                      | 6                    | 84      |          |
| 6     | Анук Жобер          | Франція (FRA)        | 3                    | 7.40                 | 8                    | 7.51                 | 12                   | 8.84                 | 2                    | z2         | –          | –          | 0T1z 0 2   | 6          | 13+                  |                      | 7                    | 84      |          |
| 7     | Джессіка Пільц      | Австрія (AUT)        | 2                    | 8.89                 | 5                    | 8.77                 | 10                   | 8.43                 | 6                    | z7         | z3         | –          | 0T2z 0 10  | 5          | 34+                  |                      | 3                    | 90      |          |
| 8     | Си Чхе Хьон         | Південна Корея (KOR) | 1                    | 10.64                | 5                    | 12.85                | 9                    | 9.85                 | 8                    | –          | –          | –          | 0T0z 0 0   | 7          | 35+                  |                      | 2                    | 112     |          |